# Kaibutsu-kun
Kaibutsu-kun (怪物くん?) También conocido en Italia como Carletto, il principe dei mostri y en la India como The Monster Kid es una serie de manga y anime creada por Fujiko Fujio (Motoo Abiko).

## Personajes
- Taro Kaibutsu
- Hiroshi Ichikawa
- Utako Ichikawa
- Dracula
- Wolfman
- Franken
- Kaiko-chan
- Doctor Noh

## Dorama
Fue creado un dorama sobre este anime que fue estrenado en este año. El personaje principal, que es Kaibutsu-kun, lo interpreta Ohno Satoshi, integrante del grupo Arashi.